# Horodnica (rejon tarnopolski)
Horodnica (ukr. Городниця) – wieś na Ukrainie w rejonie tarnopolskim należącym do obwodu tarnopolskiego. 
W II Rzeczypospolitej w powiecie skałackim województwa tarnopolskiego. W 1939 r. wieś liczyła 1800 mieszkańców, z których 46% stanowili Polacy. W latach 1943–1945 nacjonaliści ukraińscy z OUN - UPA zamordowali tutaj 15 Polaków.
Do 2020 w rejonie podwołoczyskim.